# Jörg Drehmel

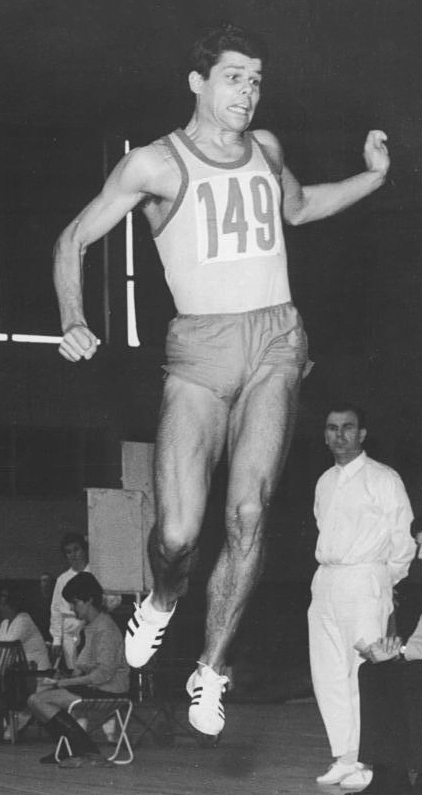
Jörg Drehmel 1970

Jörg Drehmel (* 3. Mai 1945 in Trantow) ist ein ehemaliger deutscher Leichtathlet und Olympiamedaillengewinner, der – für die DDR startend – im Dreisprung erfolgreich war. Seine größten Erfolge waren die Silbermedaille bei den Olympischen Spielen 1972 in München und der Europameistertitel 1971.

## Leben
Jörg Drehmel hatte sich zunächst als Speerwerfer und Zehnkämpfer versucht und war 1966 zum Dreisprung gewechselt. Sein erster großer Erfolg war der Sieg beim Europacup 1970, wo ihm zugleich als erstem Deutschen ein als Rekord gültiger Dreisprung über 17 Meter gelang. Seine Siegerweite von 17,16 m bei den Europameisterschaften 1971 konnte nicht als Rekord gezählt werden, da dabei zu viel Rückenwind herrschte. Bei den Olympischen Spielen 1972 in München sprang er mit 17,31 m persönliche Bestleistung.
Er startete für den ASK Vorwärts Potsdam und trainierte bei Heinz Rieger. Zu seiner Wettkampfzeit war er 1,87 m groß und wog 83 kg. In den nach der Wende öffentlich gewordenen Unterlagen zum Doping in der DDR fand sich bei den gedopten Sportlern auch der Name von Drehmel.
Nach Ende seiner Sportlerkarriere wurde Jörg Drehmel ab 1977 Nachwuchstrainer für Weit- und Dreisprung. Nach der deutschen Wiedervereinigung verlor er diese Stelle und wurde später Mitarbeiter beim Brandenburger Landessportbund. Er ist ehrenamtlicher Übungsleiter Sprung beim SC Potsdam. Drehmel wohnt in Stahnsdorf bei Potsdam.

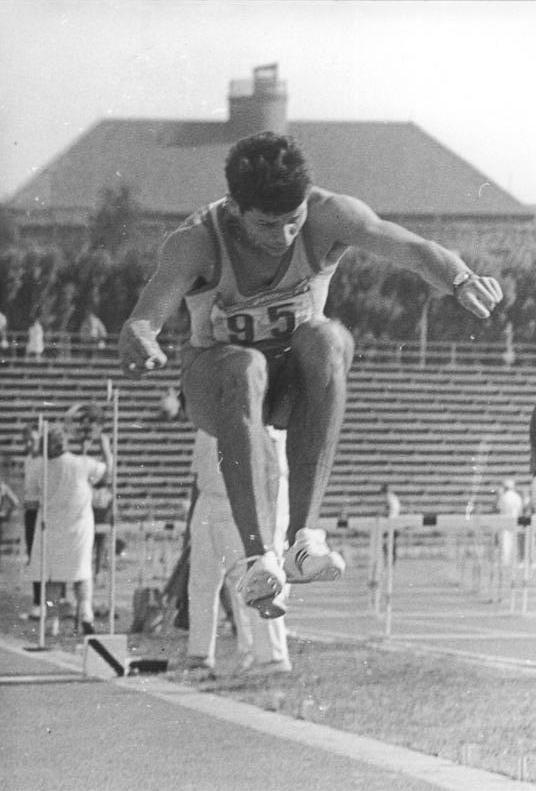
Jörg Drehmel wird 1969 DDR-Meister im Dreisprung

## Erfolge
- Europameisterschaften 1969: 6. Platz (16,23 m)
- Europapokal-Finale 1970: 1. Platz (17,13 m)
- Europameisterschaften 1971: 1. Platz (17,16 m w-ungültig-16,55-16,73-ungültig-16,56; w=Windunterstützung)
- Olympische Spiele 1972: 2. Platz (ungültig-17,02-ungültig-ungültig-17,31 m-15,34)
- Europameisterschaften 1974: 4. Platz (16,54 m)
- DDR-Meister 1969, 1970, 1971, 1972, 1974

## Auszeichnungen
- 1971 und 1972: Vaterländischer Verdienstorden in Bronze